# Cerkiew Narodzenia Najświętszej Maryi Panny w Opace
Cerkiew Narodzenia Najświętszej Maryi Panny w Opace – nieistniejąca drewniana cerkiew greckokatolicka, zbudowana w 1756 w Opace.
W latach 1947–2003 nieczynna kultowo. W nocy z 6 na 7 sierpnia 2003 cerkiew spłonęła, ocalała drewniana dzwonnica.
Obiekt wpisany w 1989 do rejestru zabytków i włączony do podkarpackiego Szlaku Architektury Drewnianej.

## Galeria

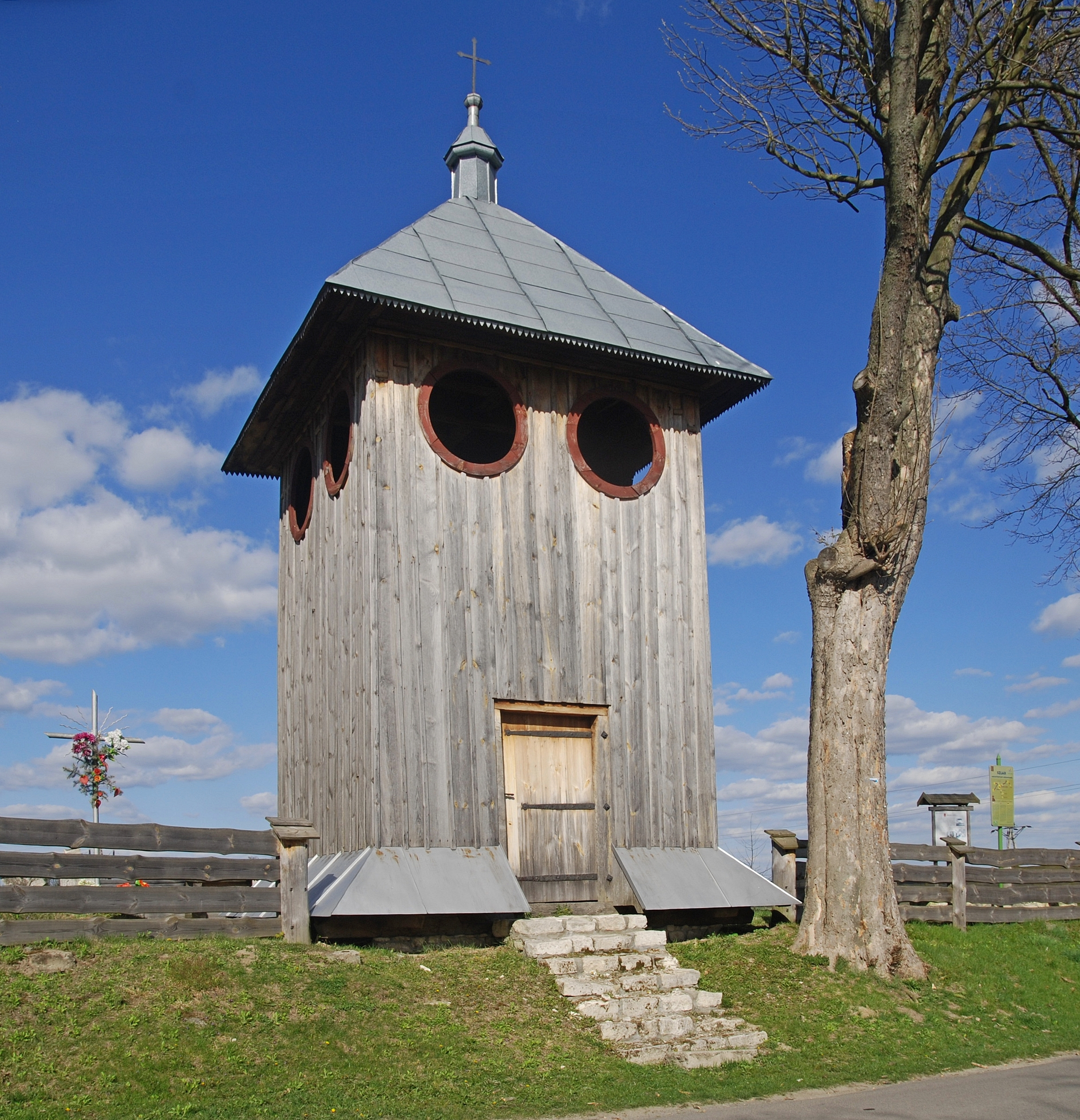
Dzwonnica
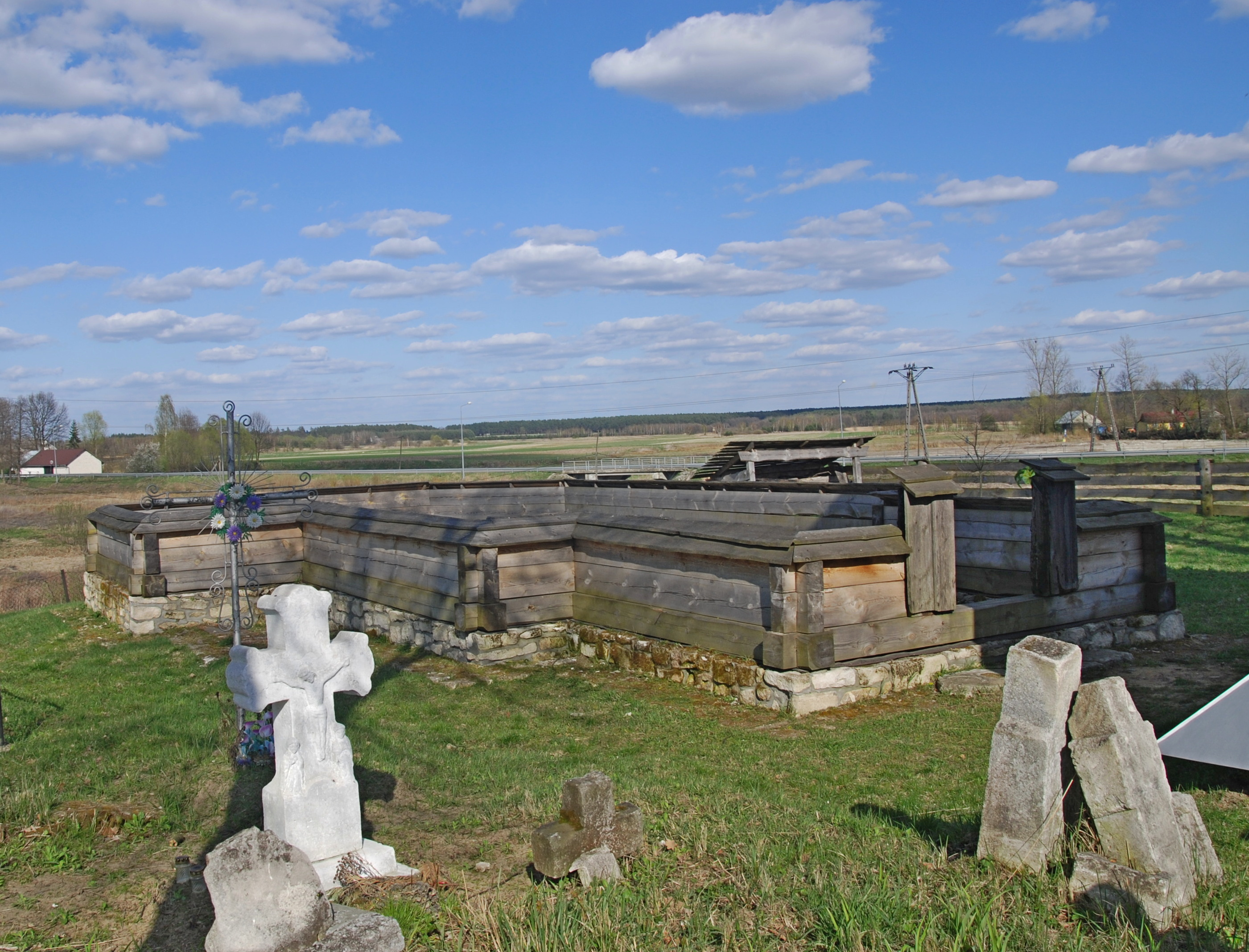
Cerkwisko
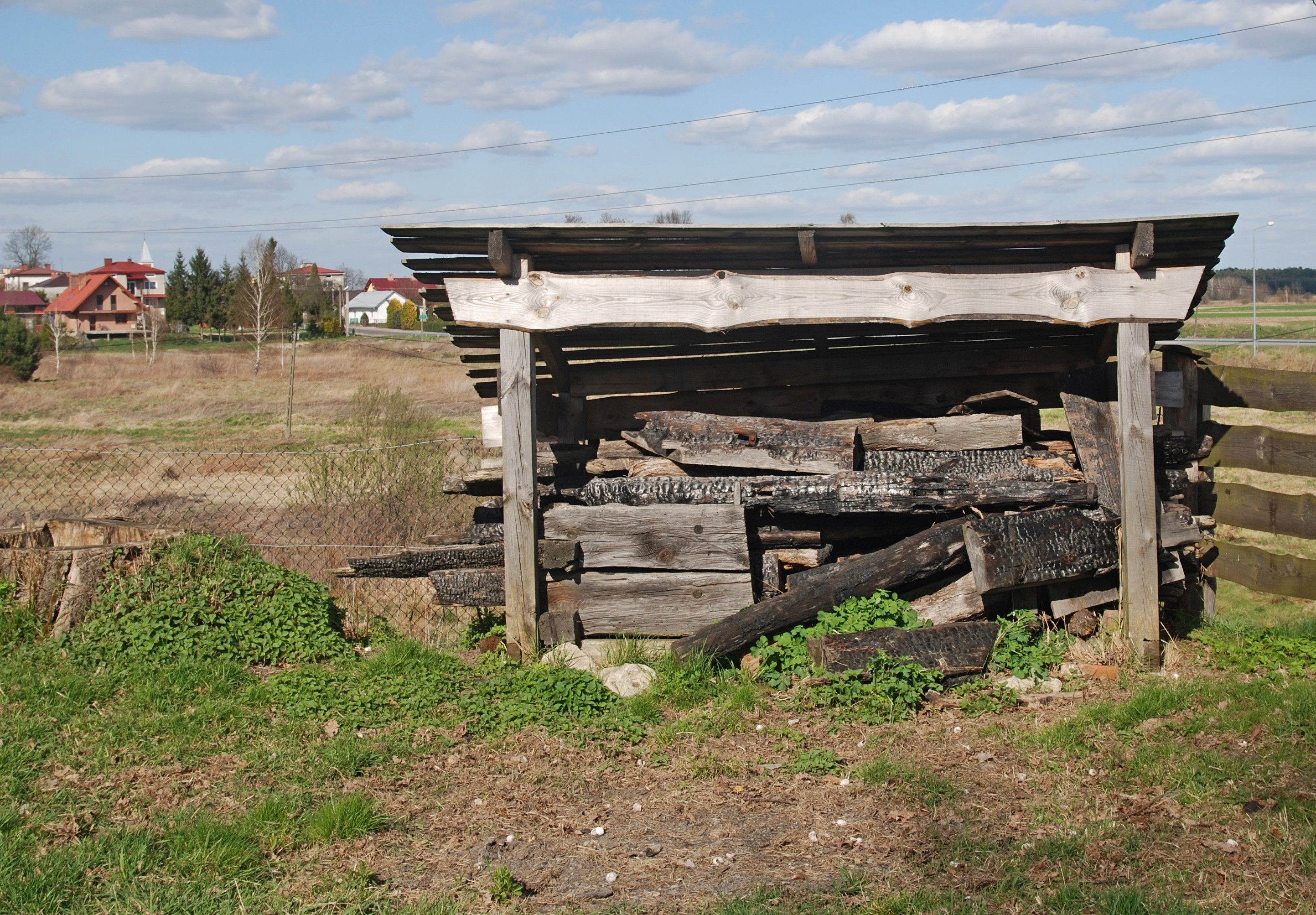
Pozostałości po pożarze
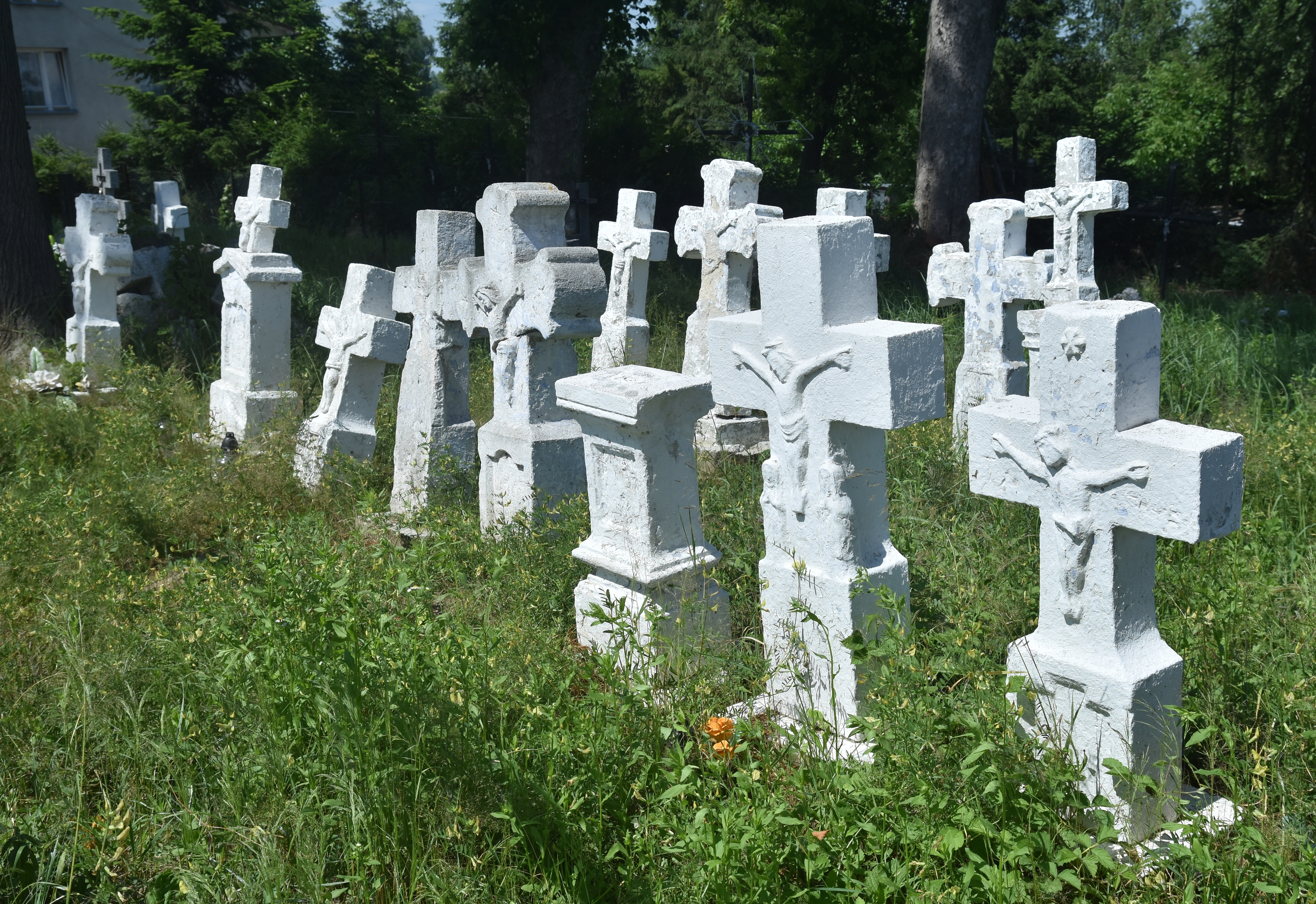
Cmentarz przycerkiewny
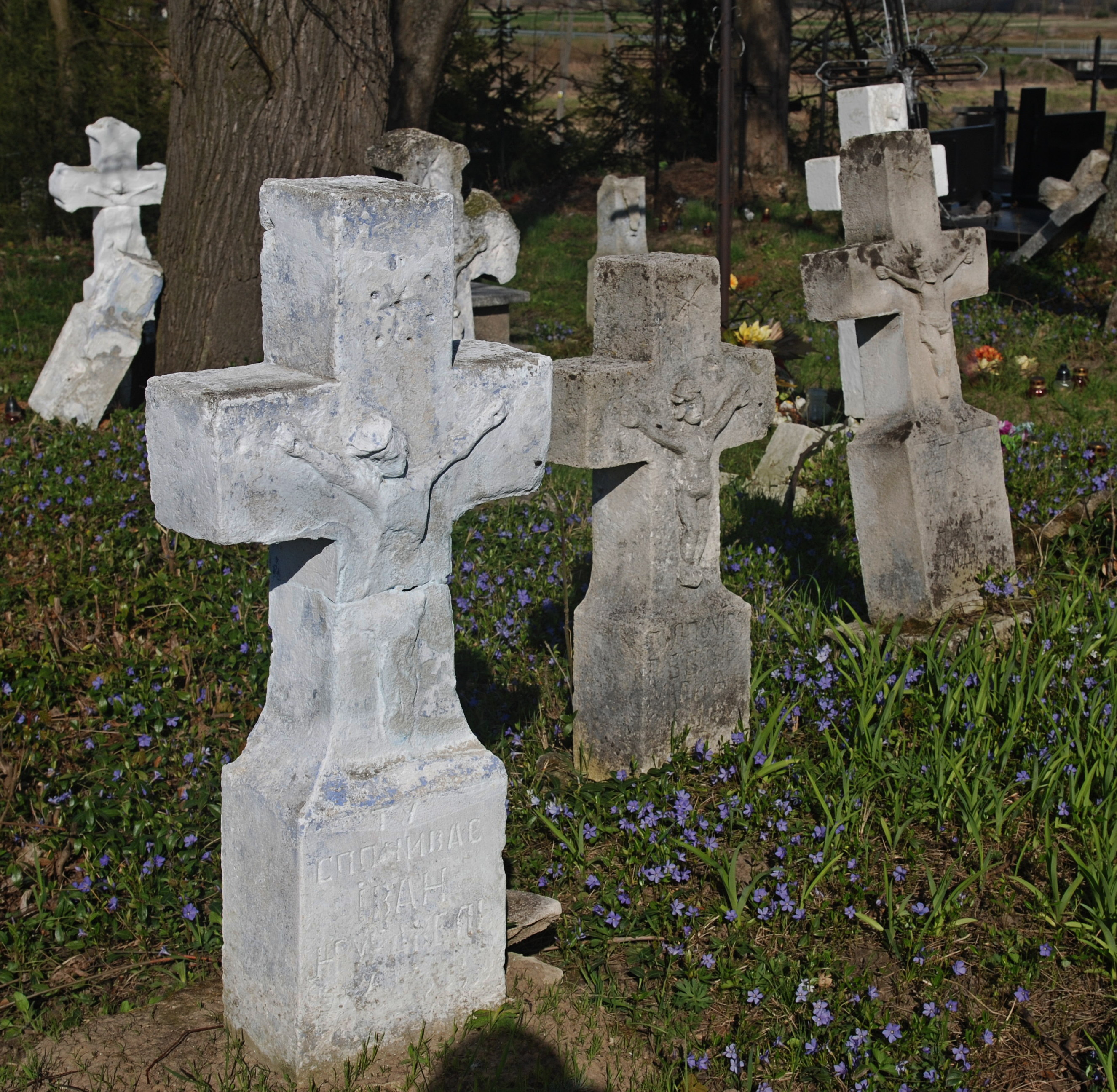
Na cmentarzu przycerkiewnym
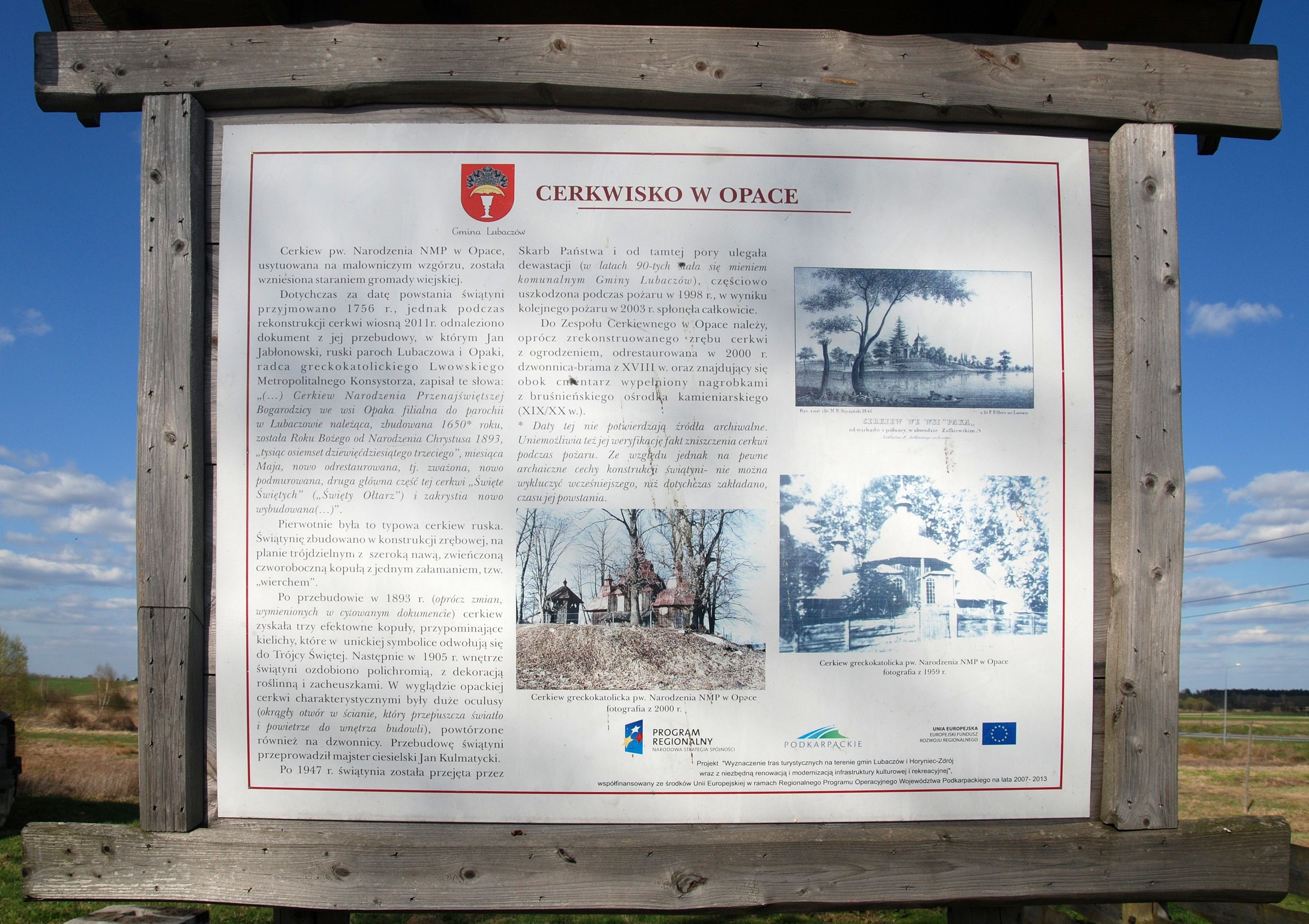
Tablica informacyjna
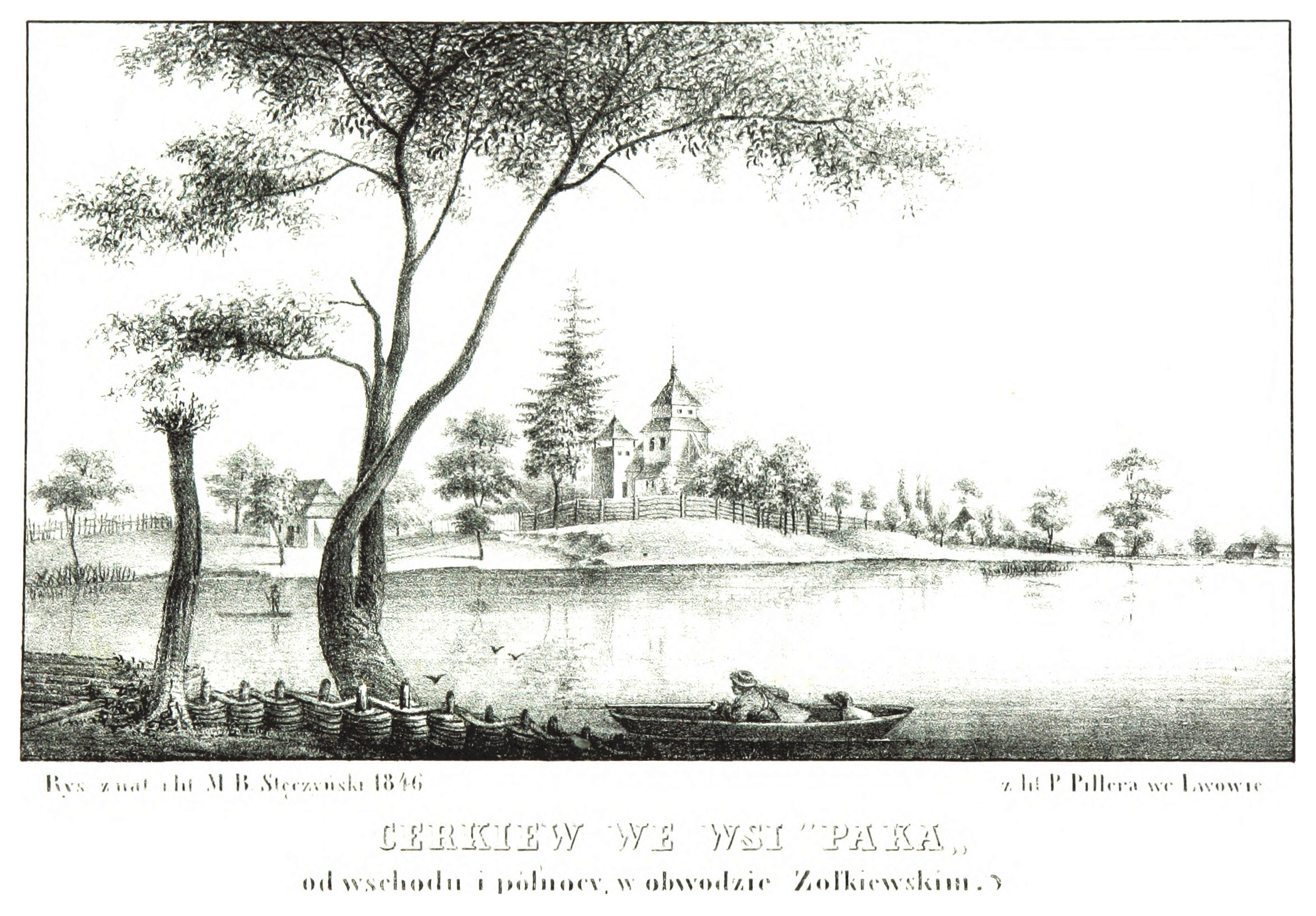
Cerkiew w 1847 roku